# Gleitende Spannweite
Im Qualitätsmanagement sind gleitende Spannweiten (abgekürzt mit MR für englisch moving range) nach einem besonderen Verfahren berechnete Spannweitenwerte, die zur Führung der Urwertkarte (auch ImR-Karte für individual and moving range chart genannt) benötigt werden, die zu den Qualitätsregelkarten zählt.

## Berechnungsmethode
Bei der ImR-Karte umfasst jede Stichprobe nur einen einzigen Wert. Es ist also nicht möglich, für jede Stichprobe die Stichprobenspannweite (Differenz zwischen größtem und kleinstem Stichprobenwert) zu berechnen, wie es bei der normalen XbarR-Karte üblich ist. Stattdessen fasst man jeweils die jüngsten (meist 2 bis 4) Einzelwerte zusammen, berechnet deren Spannweite und zeichnet den berechneten Wert dann in die Spannweitenspur der Regelkarte ein. 
Dies bedeutet, dass jeder Einzelwert mehrmals in die Berechnung der gleitenden Spannweite einfließt; extrem hohe oder niedrige Einzelwerte werden also je nach dem gewählten Stichprobenumfang mehrere Spannweitenwerte beeinflussen.